# No Freedom
No Freedom è un brano musicale della cantautrice inglese Dido, pubblicato il 18 gennaio 2013 come singolo apripista dal quarto album Girl Who Got Away.  Il singolo è stato scritto e arrangiato da Rick Nowels e dalla cantante stessa mentre la produzione è stata affidata a questi ultimi insieme a Rollo Armstrong.

## Tracce
Download digitale
1. No Freedom - 3:16

## Classifiche
| Classifica (2013) | Posizione massima |
| ----------------- | ----------------- |
| Belgio (Fiandre)  | 43                |
| Belgio (Vallonia) | 18                |
| Francia           | 64                |
| Germania          | 59                |
| Paesi Bassi       | 98                |
| Regno Unito       | 51                |
| Slovenia          | 31                |
| Svizzera          | 28                |